# ملعب أستراليا
ملعب أستراليا (بالإنجليزية: Stadium Australia) المعروف حاليا باسم ملعب إي إن زد بسبب حقوق التسمية، هو ملعب متعدد الاستخدام يقع في مدينة سيدني الأسترالية. غالبا ما يتم استخدامه لمباريات كرة القدم. يسع الملعب لجلوس 83,500 متفرج. يعتبر الملعب الرسمي الذي يخوض فيه منتخب أستراليا مبارياته الدولية. تم افتتاحه في مارس 1999. استضاف دورة الألعاب الأولمبية 2000. بلغت تكلفة بنائه 690 مليون دولار أسترالي.

## وصلات خارجية
- ANZ Stadium official website
- Corporate Events Sydney
- قالب:Austadiums
- 2000 Summer Olympics official report. نسخة محفوظة 9 نوفمبر 2000 على موقع واي باك مشين. Volume 1. p. 376.